# Frank Wilcox
Pour les articles homonymes, voir Wilcox.
Frank Wilcox est un acteur américain, né le 13 mars 1907 à De Soto, dans le Missouri, et mort le 3 mars 1974 à Granada Hills, en Californie (États-Unis).

## Filmographie

### Au cinéma

#### Années 1930
- 1939 : Ride, Cowboy, Ride : Steve
- 1939 : The Monroe Doctrine de Crane Wilbur : Henry Clay
- 1939 : Les Fantastiques Années 20 (The Roaring Twenties) de Raoul Walsh : Cab Driver at Grand Central
- 1939 : Old Hickory : Capt. Abraham Lincoln

#### Années 1940
- 1940 : The Fighting 69th : Lieutenant John Norman
- 1940 : Calling Philo Vance (en) de  William Clemens : Second Reporter
- 1940 : Teddy, the Rough Rider de Ray Enright : Secrétaire de Roosevelt
- 1940 : La Caravane héroïque (Virginia City) : Soldat de l'Union
- 1940 : The Singing Dude : Tex
- 1940 : Voyage sans retour ('Til We Meet Again) : Frank, Chef de cabine adjoint
- 1940 : Tear Gas Squad (en)'' : Sergent Mickey Crump
- 1940 : Pony Express Days : Bolliverr Roberts
- 1940 : Murder in the Air : Jerry, l'employé de l'hôtel
- 1940 : L'Aigle des mers (The Sea Hawk) : Martin Barrett
- 1940 : Une femme dangereuse (They Drive by Night) : Reporter #1
- 1940 : Gambling on the High Seas (en) de George Amy : Federal Agent Stone
- 1940 : River's End (en) : Agent de police Kentish
- 1940 : Ville conquise (City for Conquest) : Homme parlant à Max
- 1940 : Alice in Movieland : Premier directeur
- 1940 : Father Is a Prince : Enquêteur du fisc
- 1940 : Lady with Red Hair : Assistant de la défense
- 1940 : La Piste de Santa Fé (Santa Fe Trail) : James Longstreet
- 1941 : Footsteps in the Dark : FBI Agent Harrow
- 1941 : Knockout : Denning
- 1941 : A Shot in the Dark, de William C. McGann : Lt. Commodore Darling
- 1941 : Strange Alibi : Reporter
- 1941 : L'Amour et la Bête (The Wagons Roll at Night) de Ray Enright : Tex
- 1941 : Ma femme se marie demain (Affectionately Yours) : Tommy
- 1941 : Sergent York (Sergeant York) : Sergent
- 1941 : Bad Men of Missouri (it) de Ray Enright : Ministre des pompes funèbres
- 1941 : Highway West : Murph, flic à moto
- 1941 : 'Smiling Ghost, The' : Photo d'Alan Winters
- 1941 : Nuits joyeuses à Honolulu (Navy Blues) : Officier pour l'inspection des sacs de mer
- 1941 : Passage from Hong Kong (en) : Commis
- 1941 : The Tanks Are Coming : Colonel
- 1941 : La Charge fantastique (They Died with Their Boots On) : Capitaine Webb
- 1942 : Wild Bill Hickok Rides (en) de Ray Enright : Jim Martin, l'avocat de Ned
- 1942 : Les Chevaliers du ciel (Captains of the Clouds) : Lieutenant d'aviation Wood
- 1942 : Bullet Scars : Mike
- 1942 : Lady Gangster : Kenneth Phillips
- 1942 : Murder in the Big House :'Randall
- 1942 : Flying Fortress : Juge à l'audience
- 1942 : The Daughter of Rosie O'Grady : Henry Van Ness
- 1942 : Wings for the Eagle : Superviseur Stark
- 1942 : Escape from Crime : Cornell
- 1942 : Busses Roar : Inspecteur Quinn
- 1942 : Secret Enemies : Senior Agent à New York
- 1942 : Griffes jaunes (Across the Pacific) : Capitaine Morrison
- 1942 : The Hidden Hand : Dr. Lawrence Channing
- 1943 : Truck Busters : Capitaine de police Gear
- 1943 : Edge of Darkness : Jensen
- 1943 : L'Étoile du Nord (The North Star) de Lewis Milestone : Commandant Petrov
- 1944 : Chip Off the Old Block : Edward Storey
- 1944 : The Sullivans : Officier
- 1944 : L'Imposteur (The Impostor) : Prosécuteur
- 1944 : Four Jills in a Jeep de William A. Seiter : Officier
- 1944 : Hollywood Parade (Follow the Boys) : Capitaine Williams, Army Doctor
- 1944 : L'Odyssée du docteur Wassell (The Story of Dr. Wassell) : Aide du capitaine pour l'évacuation
- 1944 : Les Aventures de Mark Twain (The Adventures of Mark Twain) : Juge Clemens, le père de Samuel
- 1944 : Rainbow Island : Capitaine
- 1944 : In the Meantime, Darling : Capitaine MacAndrews
- 1945 : La Mort n'était pas au rendez-vous (Conflict) : Robert Freston
- 1946 : Night Editor : Douglas Loring
- 1946 : Sans réserve (Without Reservations) : Jack
- 1946 : Strange Triangle : Lawyer Wilcox
- 1946 : The Devil's Mask : Prof. Arthur Logan
- 1946 : Les Enchaînés (Notorious) : Agent du FBI
- 1947 : En marge de l'enquête (Dead Reckoning) : Employé d'hôtel
- 1947 : Born to Speed
- 1947 : Au carrefour du siècle (The Beginning or the End) de Norman Taurog : Dr W.H. Zinn
- 1947 : J'accuse cette femme (Mr. District Attorney) de Robert B. Sinclair : Avocat de la défense
- 1947 : I Cover Big Town : Harry Hilton
- 1947 : Hit Parade of 1947
- 1947 : Philo Vance Returns : George Hullman
- 1947 : High Barbaree : Copilote
- 1947 : Chansons dans le vent (Something in the Wind) : Mr. Masterson
- 1947 : Philo Vance's Secret Mission : Thaddius Carter, Attorney
- 1947 : Les Conquérants d'un nouveau monde (Unconquered) : Richard Henry Lee
- 1947 : Éternel Tourment (Cass Timberlane) : Gregg Marl
- 1947 : Le Mur invisible (Gentleman's Agreement) : Harry
- 1947 : Mon loufoque de mari (Her Husband's Affairs) de S. Sylvan Simon : Floorwalker
- 1947 : La Griffe du passé (Out of the Past) : Shérif Ed Douglas
- 1947 : Always Together : Avocat de Donn
- 1947 : Blondie's Anniversary : Carter, le bijoutier
- 1947 : L'Aventure à deux (The Voice of the Turtle) : Stanley Blake
- 1948 : Caged Fury : Dan Corey
- 1948 : Le Miracle des cloches (The Miracle of the Bells)  : Dr. Jennings
- 1948 : L'Homme le plus aimé (The Babe Ruth Story) : Le chirurgien qui refuse d'opérer le chien
- 1948 : The Return of October : Mr. Rawlins
- 1948 : Vivons un peu : Vendeur chez Bennett's
- 1949 : Française d'occasion (Slightly French) : Starr, auteur dramatique
- 1949 : Les Chevaliers du Texas (South of St. Louis) : Capitaine
- 1949 : Le Pigeon d'argile (Clay Pigeon) : Docteur de l'hôpital de la Navy
- 1949 : La Maison des étrangers (House of Strangers) : Bit Role
- 1949 : Le Rebelle (The Fountainhead) : Gordon Prescott
- 1949 : Masked Raiders : Banker Corthell
- 1949 : The Mysterious Desperado : Elias P. Stevens
- 1949 : The Doctor and the Girl : Chirurgien
- 1949 : Samson et Dalila (Samson and Delilah) : Lord of Ekron
- 1949 : Les Fous du roi (All the King's Men) : L'homme des relations publiques
- 1949 : Ville haute, ville basse (East Side, West Side) : Frank Belmar
- 1949 : Malaya : Officier naval avec des hommes d'affaires

#### Années 1950
- 1950 : La Clé sous la porte (Key to the City) : Conseiller municipal
- 1950 : Blondie's Hero : Capitaine Masters
- 1950 : Nancy Goes to Rio : Le père de Paul
- 1950 : Annie Get Your Gun : Mr. Clay, invité de marque
- 1950 : Le Kid du Texas (The Kid from Texas) de Kurt Neumann : Sherif Pat Garrett
- 1950 : Le Fauve en liberté (Kiss Tomorrow Goodbye) de Gordon Douglas : Docteur
- 1950 : Bunco Squad (en) de Herbert I. Leeds : Mike Finlayson, alias Dr. Largo
- 1950 : The Fuller Brush Girl : Roberts
- 1950 : Chain Gang : Lloyd Killgallen
- 1950 : La Bonne combine (Mister 880) : Mr. Beddington
- 1950 : Three Secrets : Charlie
- 1950 : L'Engin fantastique (The Flying Missile) (The Flying Missile) d'Henry Levin : Maj. Kennedy
- 1951 : La Belle du Montana (Belle Le Grand) d'Allan Dwan : Joe
- 1951 : L'Ambitieuse (Payment on Demand) : Mr. Drake
- 1951 : Inside Straight : Docteur de Zoe
- 1951 : Tinhorn Troubadors : Mr. Osborne
- 1951 : Gambling House : Mr. Warren, Père de Lynn et B.J.
- 1951 : Cavalry Scout (it) de Lesley Selander : Matson
- 1951 : Tout ou rien (Go for Broke!) : Général du quartier général
- 1951 : Show Boat : Joueur de poker
- 1951 : Rendez-moi ma femme (As Young as You Feel), de Harmon Jones : Joe, avocat de Cleveland
- 1951 : The Whip Hand (en) de William Cameron Menzies : Bradford, Rédacteur en chef
- 1952 : Sous le plus grand chapiteau du monde (The Greatest Show on Earth) : Médecin du cirque
- 1952 : Trail Guide : Regan
- 1952 : The Treasure of Lost Canyon (en) : L'étranger
- 1952 : Bas les masques (Deadline - U.S.A.) de Richard Brooks : Sénateur
- 1952 : Flesh and Fury (en) de Joseph Pevney : Homme d'affaires
- 1952 : Young Man with Ideas : Morton H. Clay
- 1952 : La Peur du scalp (The Half-Breed) de Stuart Gilmore : Sands
- 1952 : Scaramouche : Député De Crillion
- 1952 : Ma and Pa Kettle at the Fair (en) de Charles Barton : Chauffeur
- 1952 : Carrie : Maitre D'
- 1952 : The Duel at Silver Creek : Docteur au fort
- 1952 : Rainbow 'Round My Shoulder : Sidney Gordon
- 1952 : Les Diables de l'Oklahoma (Thunderbirds), de John H. Auer : Oncle Dave
- 1952 : L'Heure de la vengeance (The Raiders) : Sam Sterling
- 1952 : La Furie du désir (Ruby Gentry), de King Vidor : Clyde Pratt
- 1953 : The Mississippi Gambler : Juge
- 1953 : Les Envahisseurs de la planète rouge (Invaders from Mars) : Chef d'état-major du  Pentagone
- 1953 : Code Two (en) : Examinateur principal de l'Académie de police
- 1953 : Pony Express : Mr. Walstron
- 1953 : Affair with a Stranger : Dr. Strong
- 1953 : The Kid from Left Field : L'homme au bar
- 1953 : The Man from the Alamo : Patriote texan à la réunion
- 1953 : China Venture : Capitaine Dryden
- 1953 : Those Redheads from Seattle de Lewis R. Foster : Vance Edmonds
- 1954 : Three Young Texans : Bill McAdoo
- 1954 : Mission périlleuse (Dangerous Mission) : Avocat de Yonker
- 1954 : The Black Dakotas (en) : Zachary Paige
- 1954 : Une étoile est née (A Star Is Born) : Frank - directeur du Long Face Number
- 1954 : Alibi meurtrier (Naked Alibi) de Jerry Hopper : Conseiller Edgar Goodwin
- 1954 : La Terreur des sans-loi (en) (Masterson of Kansas) de William Castle
- 1955 : Carolina Cannonball : Professeur
- 1955 : Deux nigauds et les flics (Abbott and Costello Meet the Keystone Kops) : Rudolph Snavely
- 1955 : The Eternal Sea : Commandant Calivin Durgin
- 1955 : Le Procès (Trial) : Avocat #2
- 1955 : Condamné au silence (The Court-Martial of Billy Mitchell) : Major de l'armée avec un bulletin de nouvelles
- 1956 : Uranium Boom : Floyd Gorman
- 1956 : Meet Me in Las Vegas : Copropriétaire du Sands
- 1956 : Ne dites jamais adieu (Never Say Goodbye) : Dr. Barnes
- 1956 : Le Prix de la peur (The Price of Fear) d'Abner Biberman : L'escorte de Jessica
- 1956 : L'Homme au complet gris (The Man in the Gray Flannel Suit) : Médecin de Ralph Hopkins
- 1956 : Les soucoupes volantes attaquent (Earth vs. the Flying Saucers) : Alfred Cassidy
- 1956 : A Strange Adventure : Le défenseur public
- 1956 : La VRP de choc (The First Traveling Saleslady) : U.S. Marshal Duncan
- 1956 : Les Dix Commandements (The Ten Commandments) de Cecil B. DeMille : Wazir
- 1956 : Un vrai cinglé de cinéma (Hollywood or Bust) : Directeur
- 1956 : La Mission du capitaine Benson (7th Cavalry) : Maj. Reno
- 1956 : Deux nigauds dans le pétrin (en) (Dance with Me Henry) : Père Mullahy
- 1957 : Le Carrefour de la vengeance (it) (Hell's Crossroads) de Franklin Adreon : Gouverneur Crittenden du Missouri
- 1957 : Kelly et moi ((Kelly and Me) ) de Robert Z. Leonard : George Halderman
- 1957 : Beginning of the End : Gen. John T. Short
- 1957 : Contrebande au Caire (Tip on a Dead Jockey), de Richard Thorpe : Shields, le directeur
- 1957 : La Blonde ou la Rousse (Pal Joey) : Col. Langley
- 1958 : Man from God's Country : Beau Santee
- 1958 : Johnny Rocco (en) de Paul Landres : Gordon Lane
- 1959 : Good Day for a Hanging de Nathan H. Juran : Juge John R. Frazier
- 1959 : Go, Johnny, Go! : Mr. Harold Arnold
- 1959 : La Mort aux trousses (North by Northwest) d'Alfred Hitchcock : Weitner
- 1959 : Violence au Kansas (The Jayhawkers!) : Lieutenant au point de contrôle

#### Années 1960
- 1960 : Please Don't Eat the Daisies : Interviewver télé
- 1961 : Swingin' Along (en) de Charles Barton : Psychiatre
- 1961 : A Majority of One : Noah Putnam
- 1962 : La Guerre en dentelles (The Horizontal Lieutenant) de Richard Thorpe : Général
- 1963 : Johnny Cool de William Asher : Agent du FBI
- 1965 : I'll Take Sweden (en) de Frederick De Cordova : Mr. Dow, Président de la Oil Company

#### Années 1970
- 1971 : The Million Dollar Duck : Directeur de la banque

### À la télévision
- 1953-1957 : Private Secretary (série télévisée) : Dr. Martin (3 épisodes)
- 1958 : The Doctor Was a Lady
- 1959 : Les Incorruptibles (The Untouchables)  : District Attorney Beecher Asbury (20 épisodes)
- 1965 : Mona McCluskey (série) : Gen. Somers
- 1966 : It's About Time (série) : Gen. Morley (1967)
- 1966 : Les Mystères de l'Ouest (The Wild Wild West), (série) - Saison 2 épisode 5, La Nuit des Revenants (The Night of the Returning Dead), de Richard Donner : Bill Mott